# Aughlish

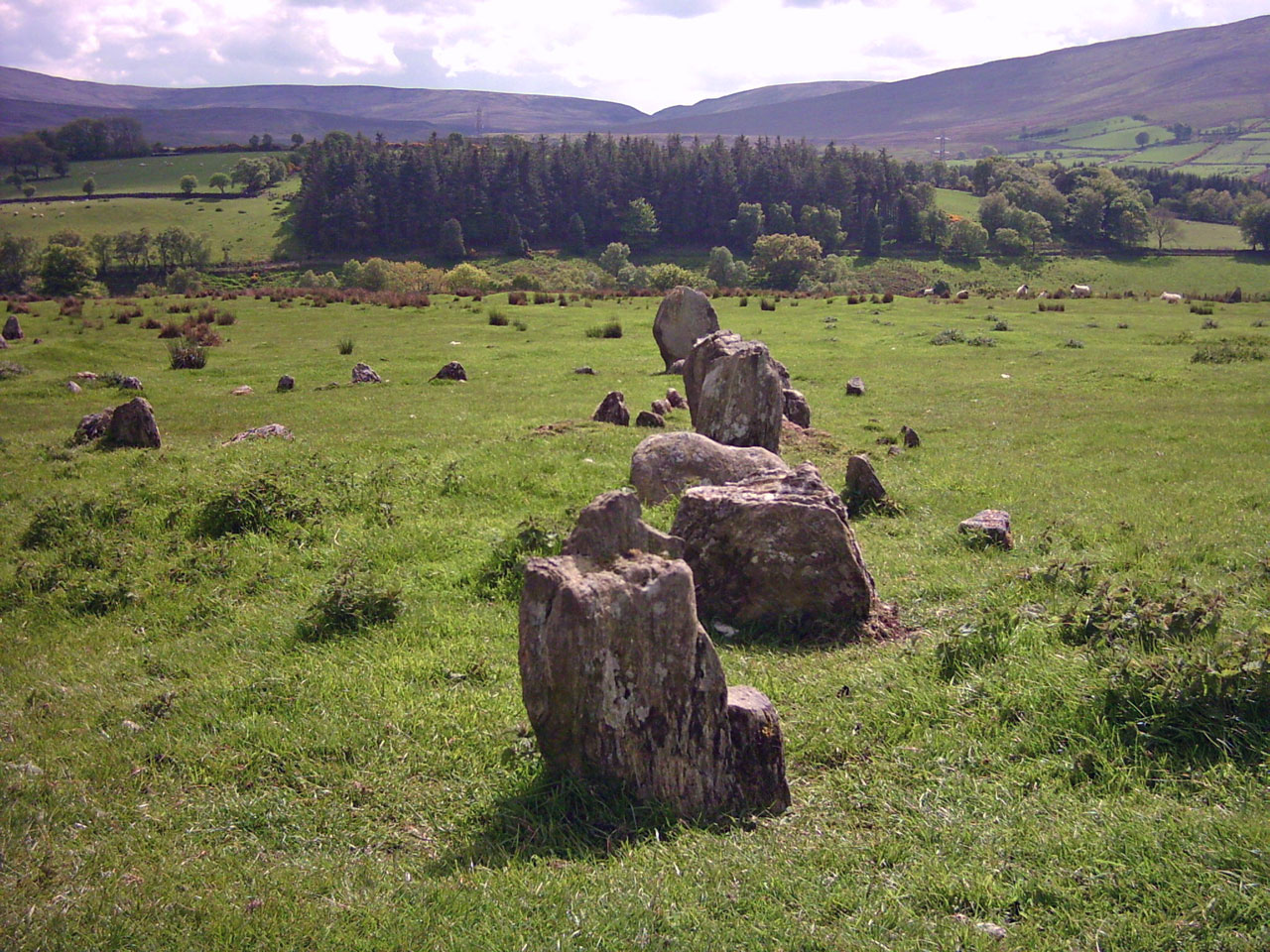
Steinreihe Aughlish Nord

Die Steinkreise und die Steinreihen von Aughlish liegen zwischen der Banagher und der Rallagh Road in Feeny, etwa 6,0 km südwestlich von Dungiven im District Mid Ulster, im County Londonderry in Nordirland. Aughlish ist typisch für die Steinkreiskomplexe der Bronzezeit, die sich in den Sperrin Mountains befinden. Beaghmore im County Tyrone ist der bekannteste dieser multiplen Komplexe.
Der südlichste Kreis ist der besterhaltene von den fünf Kreisen. Er hat etwa 12,5 Meter Durchmesser und besteht aus über 40 niedrigen Steinen mit einem 1,5 Meter hohen Stein im südlichen Bogen und einem 1,5 Meter hohen Ausreißer (englisch outlier), knapp außerhalb des nördlichen Bogens. Alle Kreise scheinen Ausreißer zu haben. Die etwa 18,0 m lange, tangentiale Steinreihe Aughlish Nord führt zu einem Kreispaar. Östlich davon liegen die Steine eines Halbkreises, der bis zur Feldgrenze reicht. Nördlich des Kreispaars befindet sich ein kleiner Kreis mit einem Ausreißer südlich des Bogens. Am westlichen Ende des Feldes steht ein einzelner Menhir (englisch Standing stone).
In der Nähe liegt das Court Tomb von Ballybriest. Das Wedge Tomb von Boviel liegt östlich von Dungiven.